# Rödbrun slemflamskivling
Rödbrun slemflamskivling (Pholiota lubrica) är en svampart som först beskrevs av Christiaan Hendrik Persoon, och fick sitt nu gällande namn av Rolf Singer 1951. Rödbrun slemflamskivling ingår i släktet tofsskivlingar och familjen Strophariaceae.  Arten är reproducerande i Sverige. Inga underarter finns listade i Catalogue of Life.

## Bildgalleri

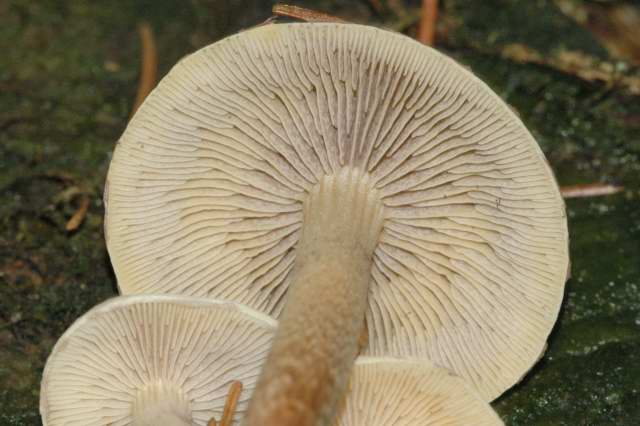